# 丝引薹草
丝引薹草（学名：Carex remotiuscula）为莎草科薹草属的植物。分布在俄罗斯、日本、朝鲜以及中国大陆的吉林、陕西、四川、黑龙江、河北、云南、甘肃、辽宁、安徽、山西、河南等地，生长于海拔900米至3,700米的地区，一般生长在山坡湿草地及沼泽草地，目前尚未由人工引种栽培。

## 别名
疏穗薹草（中国高等植物图鉴）

## 异名
- Carex remotiuscula Wahlb. ssp. reptans (Franch.) S. Y. Liang et Y. C. Tang
- Carex remotiuscula Wahlb. var. enervulosa (Kuekenth.) K. T. Fu